# Galeola faberi
Galeola faberi es suna especie de orquídea del género Galeola originaria del centro y sur de China, así como en Nepal, este de los Himalayas, Vietnam y Sumatra.

## Descripción
Galeola faberi posee un tallo erecto con la base parcialmente lignificada de color pardo rojiza y la zona superior marcadamente tomentosa donde los nudos presentan numerosas escamas. El rizoma es grueso, de hasta 2 cm de diámetro y casi completamente rastrero. Las flores se sitúan en panículos de entre 4 y 7 unidades en racimos terminales o laterales de hasta 10 cm con pedúnculo de hasta 4 cm brácteas estériles lanceoladas en su base. Estas flores son de color amarillo, con los sépalos iguales que los pétalos, glabros, elípticos, de margen liso y de ápice obstuso.

## Bioquímica
A partir del rizoma de G. faberi se han aislado los siguientes compuestos fenólicos p-hydroxybenzaldehyde, 4,4'-dihydroxy-diphenyl methane, 2,4-bis(4-hydroxybenzyl) phenol, 5-methoxy-3-(2-phenyl-E-ethenyl)-2,4-bis (4-hydroxybenzyl) phenol (IV), p-hydroxybenzyl alcohol (V), 4-(beta-D-glucopyranosyloxy) alcohol bencílico (gastrodina), bis[4-(beta-D-glucopyranosyloxy) benzyl] (S)-2-isopropylmalate and bis [4-(beta-D-glucopyranosyloxy) benzyl] (S)-2-sec-butylmalate

## Taxonomía
Galeola faberi fue descrita por Robert Allen Rolfe y publicado en Bulletin of Miscellaneous Information Kew 1896(119): 200. 1896.
Sinonimia
- Galeola shweliensis W.W.Sm.[6][7]